# Alcácer do Sal Kommune
Alcácer do Sal Kommune er en kommune i distriktet Setúbal, Portugal. Hovedbyen er Alcácer do Sal, og kommunen er landets næststørste med et areal 1.499,87 km². Indbyggertallet er på 13.354 pr. 2006. Der er 6 sogne i kommunen.
38°22′21″N 8°30′48″V / 38.3725°N 8.5133°V